# Sehungsbogen
Der Sehungsbogen (lateinisch arcus visionis) bezeichnet den Minimalabstand zwischen der Sonne und einem anderen Himmelskörper, der notwendig ist, um heliakische sowie akronychische Auf- oder Untergänge zu beobachten.
Definitionsgemäß handelt es sich um die rechtwinklig gemessene Tiefe der Sonne unter dem Horizont in jenem Augenblick, in welchem der Himmelskörper den Horizont erreicht. Der Sehungsbogen weist für jeden Himmelskörper und für verschiedene Beobachtungsorte unterschiedliche Werte auf, da verschiedene Faktoren, wie scheinbare Helligkeit des Gestirns, Extinktion und atmosphärische Bedingungen den Sehungsbogen beeinflussen. So können Luftverschmutzung sowie Lichtverschmutzung im Gebiet einer Großstadt den zur Wahrnehmung eines Gestirns notwendigen Sehungsbogen beträchtlich vergrößern.
Eine häufig verwendete Näherungsformel für den Sehungsbogen ekliptiknaher Gestirne lautet:
10,5° + 1.4° · Scheinbare Helligkeit (in Größenklassen)